# 尾崎千秋
尾崎 千秋（おざき ちあき、男性、1937年〈昭和12年〉6月2日 - ）は元京都放送・ラジオ大阪アナウンサー・フリーアナウンサー・ラジオパーソナリティー。

## 来歴・人物
京都府京都市出身。1960年同志社大学卒業後にKBS京都に入社、その後ラジオ大阪に移籍し、数々の番組に出演する。その後フリーとなり、大阪樟蔭女子大学で講師を務めた。声質が横山ノックに似ている。
若かりし頃の愛称は「チータン」。京都学園大学人間文化学部文化コミュニケーション学科でアナウンス論の講師を勤めていた

## 過去の出演番組
KBS時代
- 「日本列島ズバリリクエスト」他

OBC時代
- 「星空にうたおう 青春最前線」
- 「尾崎千秋のハッピーモーニング」[1]
- 「大阪午前0時」

フリー後
- 「ひるまでスパーク!尾崎千秋です」（KBSラジオ）1979年3月末まで
- 「歌謡曲ぶっつけ本番」（ABCラジオ）[1]
- 「歌謡曲ホット・パレード」（ABCラジオ）
- 「エキスタ・サンデーABC」（ABCラジオ）
- 「尾崎千秋のエキスタ発0時15分」（ABCラジオ）
- 「尾崎千秋のでっかい土曜日」（ABCラジオ）
- 「日曜三度笠」（ABCラジオ）
- 「もうすぐ夜明けABC」（ABCラジオ）
- 「ほっとタイム10時です」初代司会者（関西テレビ）他

## レコード
- 「深夜放送」
- 「雪ん子」